# Stefan Ortseifen
Stefan Ortseifen (* 26. Dezember 1950 in Garmisch-Partenkirchen) ist ein ehemaliger deutscher Bankmanager.

## Karriere
Nach der Mittleren Reife absolvierte Ortseifen von 1968 bis 1971 eine kaufmännische Ausbildung als Bürokaufmann. In den Jahren von 1972 bis 1973 arbeitete er als Sachbearbeiter bei der Daimler-Benz AG in Berlin in der Abteilung Rechnungswesen und wechselte dann bis 1981 zur BC Berlin-Consult GmbH (Berlin), wo er für Finanzen zuständig war. Nach einem Zwischenstopp bei der Friedrich Krupp GmbH in Essen von 1982, wo er für Auslandsfinanzierung zuständig war, trat Ortseifen als Bereichsleiter für Auslandsfinanzierung 1984 in die IKB ein. Er stieg 1987 zum Geschäftsbereichsleiter Auslandsfinanzierung auf und war von 1992 bis 1994 Leiter der IKB-Niederlassung in Frankfurt. 1994 wechselte er in den Vorstand der Bank.

## Vorstandsvorsitzender der IKB
Zehn Jahre später wurde Ortseifen 2004 Sprecher des Vorstands der IKB. In dieser Funktion war er bis zu seiner Entlassung 2007 tätig. Neben dem Bereich Treasury, war Ortseifen für die Bereiche Unternehmensentwicklung, Recht, Volkswirtschaft, Verbriefungen zuständig. In 2004 löste er zudem Dr. Alexander v. Tippelskirch als Verwaltungsratspräsident der IKB International S.A. Luxemburg ab. Die IKB International S.A. Luxemburg ist die größte Tochtergesellschaft der IKB. Nachfolger Ortseifens als Vorstandssprecher wurde Günther Bräunig.

## Drohende Insolvenz der IKB
Stefan Ortseifen wurde im Juli 2007 als Vorstandssprecher der IKB entlassen, weil das Unternehmen durch Fehlspekulationen mit schlecht abgesicherten amerikanischen Hypothekenkrediten in erhebliche Schwierigkeiten geraten war. Laut Bafin-Chef Jochen Sanio drohte im Fall einer Insolvenz der IKB die größte Bankenkrise seit dem Jahr 1931, als sich aufgrund nicht ausreichender Liquidität der Banken eine nationale Wirtschaftskrise entwickelte. Politiker forderten daraufhin die Klärung der Frage, ob strafrechtliche Schritte gegen den bisherigen Vorstand der IKB eingeleitet werden müssen, was aber zunächst nicht weiter verfolgt wurde. Ortseifens Jahresvergütung wurde von der IKB mit insgesamt 1.597.000 Euro angegeben; seine jährlichen Pensionsansprüche mit 378.000 Euro. Für das abgelaufene Geschäftsjahr vor seiner Entlassung hatte Ortseifen einen Erfolgsbonus von einer Million Euro erhalten – laut Vergütungsregeln des Aufsichtsrats eine Belohnung für persönliche Leistung und die Zukunftsaussichten der Unternehmung. Für das Geschäftsjahr 2006/2007 erhielten sieben Personen aus dem Vorstand insgesamt 6,837 Mio. Euro. Der Aufsichtsratsvorsitzende und ehemalige E.ON-Chef Ulrich Hartmann erklärte Anfang 2008, dass die Bank keine Schadensersatzansprüche gegen Ortseifen oder andere Vorstandsmitglieder erheben werde, weil die Bank unter ihrem Vorstand – entgegen den Empfehlungen der Regierungskommission für gute Unternehmensführung – eine Manager-Haftpflichtversicherung ohne Selbstbeteiligung der Manager abgeschlossen hatte. Am 23. Oktober 2008 teilte ein Sprecher der IKB mit, dass die Bank Ortseifen auf Rückzahlungen von Tantiemen in Höhe von 805.000 Euro verklage.
Stefan Ortseifen wohnt (Stand 2010) noch immer in seiner Dienstvilla Am Rheinblick 35 in Meerbusch. Er ist der Ansicht, dass sein Dienstverhältnis zu Unrecht gekündigt wurde und verrechnet seine Forderungen mit der Miete.

## Prozess
Anfang Juli 2009 hatte die Staatsanwaltschaft Düsseldorf Anklage gegen Ortseifen erhoben und ihm insbesondere zur Last gelegt, dass er durch eine Pressemitteilung vom 20. Juli 2007, in welcher er die Geschäftsentwicklung der IKB Bank, insbesondere die Höhe des vorläufigen Jahresüberschusses 2007 falsch – wesentlich zu hoch – dargestellt hat, gegen das Wertpapierhandelsgesetz verstoßen habe. Daneben wurde ihm auch der Straftatbestand der Untreue vorgeworfen, da er umfangreiche Baumaßnahmen an dem von ihm bewohnten Vorstandshaus vornehmen ließ, ohne seine Miete angemessen anzupassen. Außerdem soll er auch private Anschaffungen über die Bank abgerechnet haben. Das Landgericht Düsseldorf verhängte am 14. Juli 2010 eine zehnmonatige Bewährungsstrafe wegen Börsenkursmanipulation. Zusätzlich muss Ortseifen eine Strafe von 100.000 Euro zahlen. Der Bundesgerichtshof hat die von Ortseifen eingelegte Revision (Az.: 3 StR 506/10) gegen das Urteil zwischenzeitlich durch Beschluss vom 20. Juli 2011 verworfen.
Das Urteil ist damit rechtskräftig.

## Veröffentlichungen
- Stefan Ortseifen, Heinz Hilgert: Eigenkapitallücke im deutschen Mittelstand, Verlag: Uvk, 1. Auflage, 2007, ISBN 978-3-879-40807-8